# Aline Böhringer
Aline Böhringer (* 20. Dezember 1996 in Stuttgart) ist eine ehemalige deutsche Fußballspielerin.

## Karriere
Böhringer begann beim Mehrspartensportverein TuS Stuttgart mit dem Fußballspielen, bevor sie im Sommer 2007 zum TV Nellingen wechselte und diesen im Sommer 2010 verließ. Von 2010 bis 2013 gehörte sie der Jugendabteilung des VfL Sindelfingen an, zuletzt der B-Jugendmannschaft, für die sie in der Saison 2012/13 in der Staffel Süd der B-Juniorinnen-Bundesliga in 17 von 18 Punktspielen eingesetzt wurde und neun Tore erzielte. Zur Saison 2013/14 rückte sie in die erste Mannschaft auf, für die sie am 2. März 2014 (12. Spieltag) bei der 0:5-Niederlage im Heimspiel gegen die TSG 1899 Hoffenheim in der Bundesliga debütierte. Ihr erstes Tor im Seniorinnenbereich erzielte sie am 25. Mai 2014 (20. Spieltag) beim 1:1-Unentschieden im Heimspiel gegen den FF USV Jena mit dem Führungstreffer in der 16. Minute nach einem Sololauf. Nach dem Abstieg aus der höchsten Spielklasse, bestritt sie 17 Punktspiele in der Staffel Süd der seinerzeit zweigleisigen 2. Bundesliga, in denen ihr zwei Tore gelangen.
Von 2017 bis 2020 spielte sie für den SV Hegnach in der viertklassigen Oberliga Baden-Württemberg, mit dem sie den württembergischen Verbandspokal 2018/19 gewann. Für den Wettbewerb um den DFB-Pokal qualifiziert, kam sie am 4. August 2019 bei der 1:3-Erstrundenniederlage bei der  Spielklassen höheren Eintracht Frankfurt zum Einsatz.

## Erfolge
- Württembergischer Pokalsieger 2019

## Sonstiges
Böhringer spielte neben Fußball aktiv Feldhockey in der Schülermannschaft der Merz Schule in Stuttgart, mit der sie vom 20. bis 22. September 2010 am Bundesfinale in Berlin im Rahmen des Wettbewerbs Jugend trainiert für Olympia teilnahm.